# ديوان الأدب
ديوان الأدب لأبي إبراهيم اسحاق بن إبراهيم الفارابي (توفي: 350 هـ). يعد من المعاجم اللغوية الأولى التي أنشأها مؤلفها للأدباء، وهذا المعجم اللغوي من المعاجم المطوية عند غير المتخصصين فلم يكتب له من الشهرة ما كتب لغيره وهو أول معجم عربى مرتب بحسب الأبنية.

## الهامش
1. ↑  ديوان الأدب لأبي إبراهيم اسحاق بن إبراهيم الفارابي (ت 350هـ). تحقيق: د. أحمد مختار عمر. ومراجعة إبراهيم أنيس ، عبد الوهاب عوض الله، عبد الصمد محروس ، وبإشراف مصطفى حجازى. الطبعة الأولى ، مجمع اللغة العربية في القاهرة 1979.